# 李世林
李世林（？—545年）是东魏的官员，后因谋反罪被处决。

## 生平
担任中府主簿，后参与尔朱文畅、任胄、郑仲礼、房子远等人的谋反，因任家门客薛季孝到高欢处告发被连坐，处以死刑。